# Péronnas
Péronnas [peʁɔna]  est une commune française dans le département de l'Ain, en région Auvergne-Rhône-Alpes. Chef-lieu de canton, elle appartient à l'unité urbaine de Bourg-en-Bresse située au cœur de la Bresse.
Les habitants de la commune, les « Péronnassiens », sont un peu plus de 6 000.

## Géographie

### Localisation
Péronnas est une ville située en Bresse dans le département de l'Ain, elle constitue la banlieue sud-ouest de Bourg-en-Bresse. Elle fait en effet partie de l'unité urbaine de cette dernière.

### Climat
Pour des articles plus généraux, voir Climat d'Auvergne-Rhône-Alpes et Climat de l'Ain.
En 2010, le climat de la commune est de type climat océanique dégradé des plaines du Centre et du Nord, selon une étude du CNRS s'appuyant sur une série de données couvrant la période 1971-2000. En 2020, Météo-France publie une typologie des climats de la France métropolitaine dans laquelle la commune est dans une zone de transition entre le climat semi-continental et le climat de montagne et est dans la région climatique Bourgogne, vallée de la Saône, caractérisée par un bon ensoleillement (1 900 h/an), un été chaud (18,5 °C), un air sec au printemps et en été et des vents faibles.
Pour la période 1971-2000, la température annuelle moyenne est de 11,3 °C, avec une amplitude thermique annuelle de 17,8 °C. Le cumul annuel moyen de précipitations est de 1 083 mm, avec 11,1 jours de précipitations en janvier et 7,9 jours en juillet. Pour la période 1991-2020, la température moyenne annuelle observée sur la station météorologique de Météo-France la plus proche, « Ceyzériat_sapc », sur la commune de Ceyzériat à 9 km à vol d'oiseau, est de 11,7 °C et le cumul annuel moyen de précipitations est de 1 032,6 mm,. Pour l'avenir, les paramètres climatiques de la commune estimés pour 2050 selon différents scénarios d'émission de gaz à effet de serre sont consultables sur un site dédié publié par Météo-France en novembre 2022.
| Mois                                  | jan.           | fév.          | mars           | avril         | mai             | juin          | jui.          | août           | sep.            | oct.            | nov.             | déc.           | année      |
| ------------------------------------- | -------------- | ------------- | -------------- | ------------- | --------------- | ------------- | ------------- | -------------- | --------------- | --------------- | ---------------- | -------------- | ---------- |
| Température minimale moyenne (°C)     | 0,1            | 0,2           | 2,3            | 5,4           | 9,3             | 12,7          | 14,2          | 13,9           | 10,6            | 8,2             | 3,6              | 0,9            | 6,8        |
| Température moyenne (°C)              | 3,1            | 4,1           | 7,6            | 11,2          | 15,1            | 18,7          | 20,4          | 20,1           | 16,2            | 12,6            | 7                | 3,8            | 11,7       |
| Température maximale moyenne (°C)     | 6,1            | 8,1           | 12,9           | 16,9          | 20,8            | 24,7          | 26,6          | 26,4           | 21,9            | 17              | 10,5             | 6,7            | 16,5       |
| Record de froid (°C) date du record   | −15,3 13.01.03 | −17 06.02.12  | −13,2 01.03.05 | −5,5 08.04.21 | −1,3 15.05.1995 | 2,1 04.06.01  | 5,3 17.07.00  | 3,3 30.08.1998 | −0,7 30.09.1995 | −7,1 31.10.1997 | −11,4 23.11.1998 | −17,6 20.12.09 | −17,6 2009 |
| Record de chaleur (°C) date du record | 18,4 10.01.15  | 20,5 24.02.21 | 25,4 31.03.21  | 28,4 30.04.05 | 32,9 24.05.09   | 36,7 22.06.03 | 38,5 31.07.20 | 39,7 24.08.23  | 34,1 10.09.23   | 28,7 09.10.23   | 22,5 08.11.15    | 17,4 08.12.10  | 39,7 2023  |
| Précipitations (mm)                   | 81,1           | 69,1          | 74,5           | 85,8          | 101,3           | 75,5          | 80,9          | 86,5           | 79,5            | 103,9           | 108              | 86,5           | 1 032,6    |

### Vélo
Pour ceux qui n'ont pas l'équipement nécessaire pour se déplacer, la Station qui est un espace de l'agglomération située à la gare de Bourg-en-Bresse propose la location de vélos classiques ou électriques pour une durée limitée.
Par ailleurs depuis le 15 juillet 2019, un système de vélos en libre service baptisé Rubis'Vélo a été mis en place. Il compte 19 stations réparties sur Bourg-en-Bresse ainsi que dans les communes de proche banlieue parmi lesquelles Péronnas mais aussi Saint-Denis-lès-Bourg et Viriat.
Péronnas compte ainsi une station Rubis'Vélo : Péronnas Mairie

#### Transport ferroviaire
La gare la plus proche est celle de Bourg-en-Bresse.

#### Transports en commun
La ville de Péronnas est principalement desservie par la ligne de bus no 3 du Réseau Rubis.

#### Transports aériens
L'aéroport le plus proche est celui de Lyon-Saint-Exupéry.
Un aérodrome est implanté à proximité de Péronnas, plus précisément à Jasseron, il s'agit de l'aérodrome de Bourg - Ceyzériat.

## Urbanisme

### Typologie
Au 1er janvier 2024, Péronnas est catégorisée ceinture urbaine, selon la nouvelle grille communale de densité à 7 niveaux définie par l'Insee en 2022.
Elle appartient à l'unité urbaine de Bourg-en-Bresse, une agglomération intra-départementale dont elle est une commune de la banlieue,. Par ailleurs la commune fait partie de l'aire d'attraction de Bourg-en-Bresse, dont elle est une commune du pôle principal,. Cette aire, qui regroupe 80 communes, est catégorisée dans les aires de 50 000 à moins de 200 000 habitants,.

### Occupation des sols
L'occupation des sols de la commune, telle qu'elle ressort de la base de données européenne d’occupation biophysique des sols Corine Land Cover (CLC), est marquée par l'importance des forêts et milieux semi-naturels (36,7 % en 2018), une proportion sensiblement équivalente à celle de 1990 (36,6 %). La répartition détaillée en 2018 est la suivante : forêts (29,6 %), zones urbanisées (21,2 %), zones agricoles hétérogènes (21,1 %), terres arables (14,2 %), milieux à végétation arbustive et/ou herbacée (7,1 %), eaux continentales (4,1 %), zones industrielles ou commerciales et réseaux de communication (1,3 %), prairies (1,1 %), espaces verts artificialisés, non agricoles (0,4 %).
L'évolution de l’occupation des sols de la commune et de ses infrastructures peut être observée sur les différentes représentations cartographiques du territoire : la carte de Cassini (XVIIIe siècle), la carte d'état-major (1820-1866) et les cartes ou photos aériennes de l'IGN pour la période actuelle (1950 à aujourd'hui).

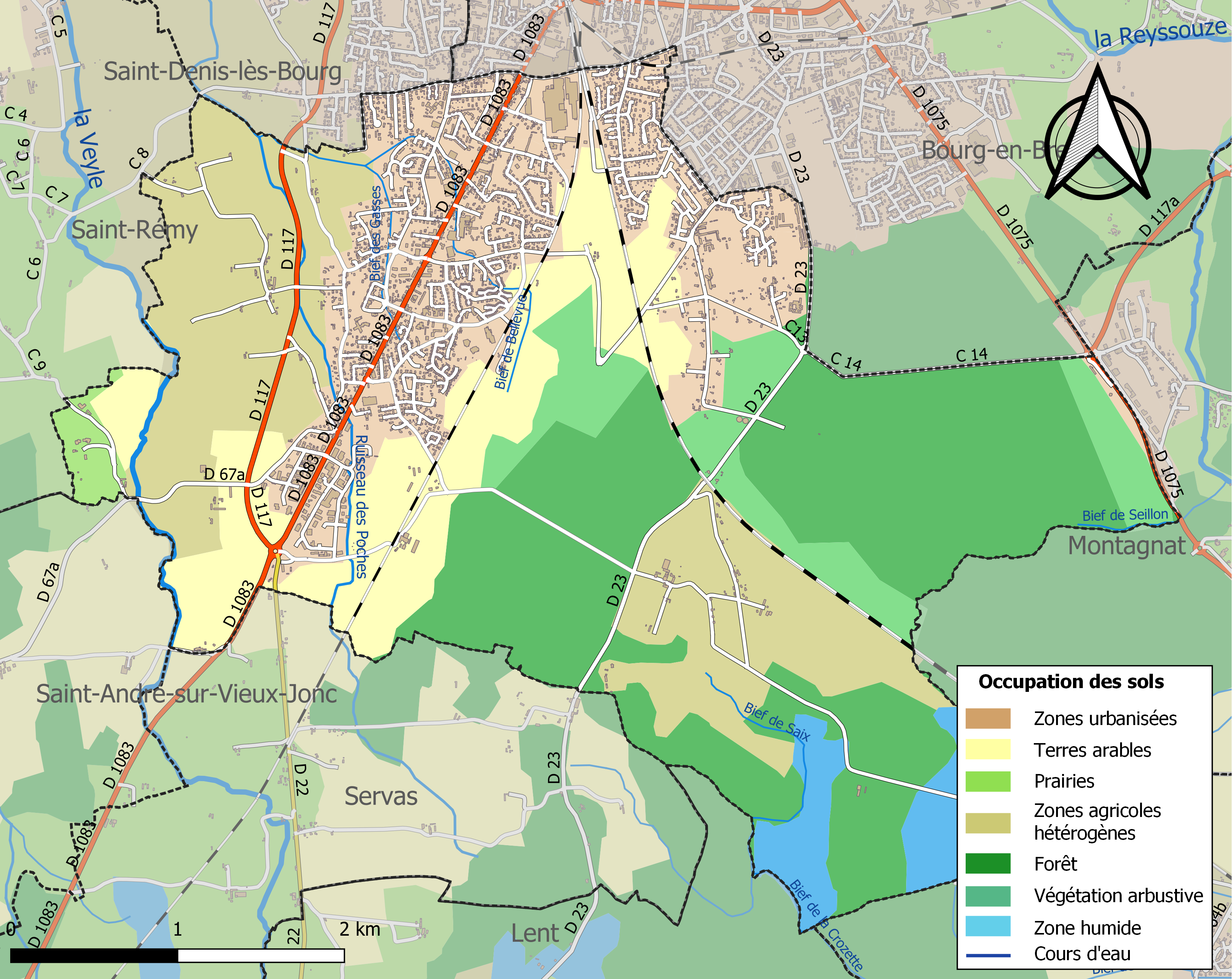
Carte des infrastructures et de l'occupation des sols de la commune en 2018 (CLC).

#### Morphologie urbaine
Le territoire de Péronnas est composé d'un tiers d'exploitations agricoles, d'un tiers de forêt et d'un tiers de constructions. La zone habitée est composée d'une majorité de villas, mais aussi de pavillons locatifs et d'immeubles résidentiels (ou HLM).

#### Logement
Péronnas compte 2 689 logements pour 6 109 habitants, composés à 66 % de maisons et à 33 % de maisons[pas clair].

## Histoire

### Héraldique

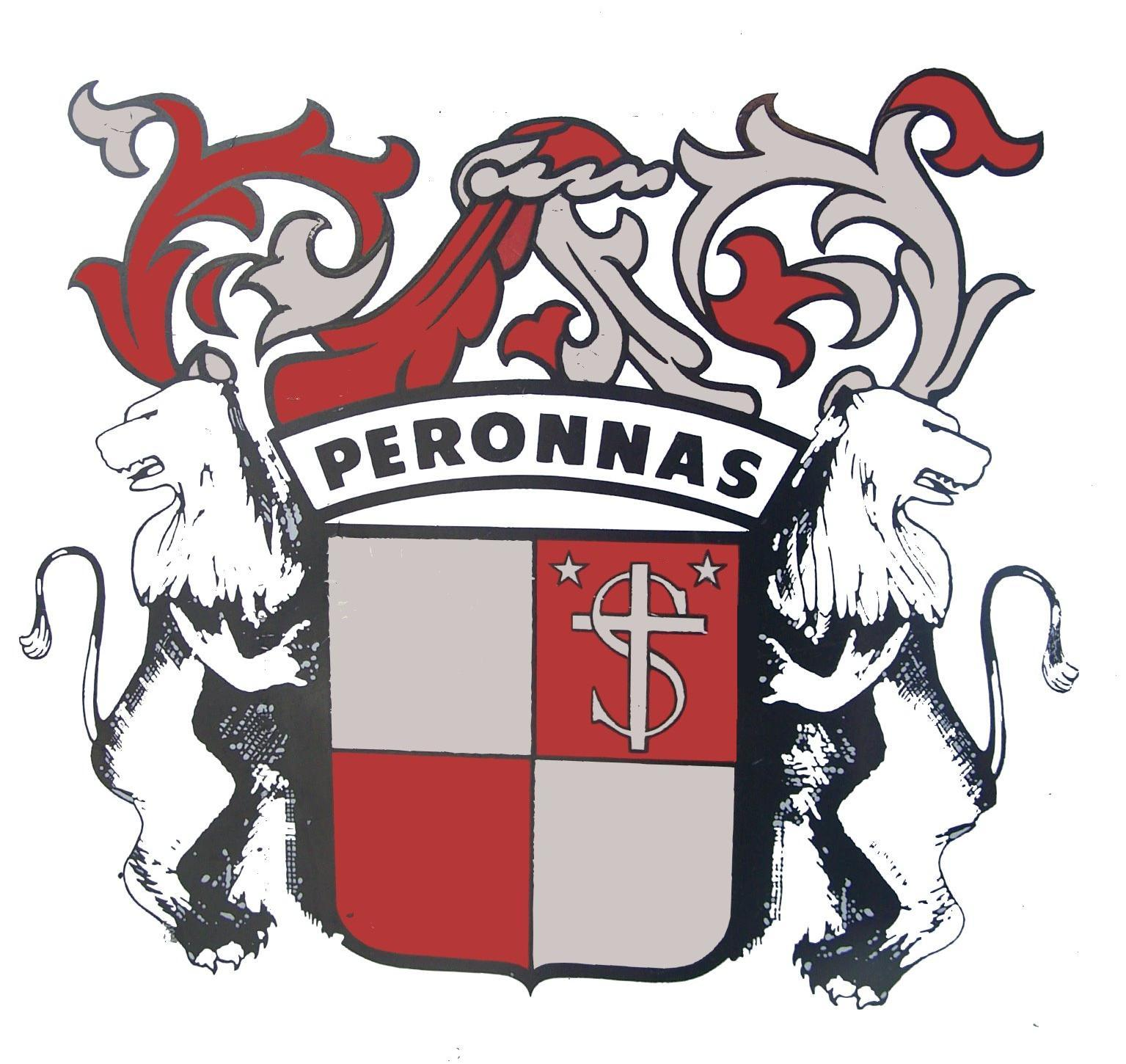
Autre blason.

| Blason de Péronnas | Blason  | Écartelé d'or et de gueules, le deuxième quartier chargé d'une croisette haussée, entrelacée d'une lettre S capitale et accostée, en chef, de deux étoiles, le tout d'or. |
| Blason de Péronnas | Détails | |

Logo de la municipalité jusqu'en 2021.
Logo depuis 2021.

### Généalogie
La commune de Péronnas a fait l'objet de plusieurs études de généalogie notamment avec l'association Cousain partenaire des archives départementales de l'Ain.
Ces études ont pu déterminer que les plus anciens noms de familles connus de la commune sont : Vernée (de la) en 1474 ; Goyet en 1482 ; Prevel en 1563 ; Sacquenay (de) en 1563 ; Hurigny (d') en 1602 ; Pavillon en 1667 ; Seyvert (de) en 1670 ; Saix (de) au XIe siècle.

## Politique et administration

### Découpage territorial
La commune de Péronnas est membre de la communauté d'agglomération du Bassin de Bourg-en-Bresse, un établissement public de coopération intercommunale (EPCI) à fiscalité propre créé le 1er janvier 2017 dont le siège est à Bourg-en-Bresse. Ce dernier est par ailleurs membre d'autres groupements intercommunaux.
Sur le plan administratif, elle est rattachée à l'arrondissement de Bourg-en-Bresse, au département de l'Ain et à la région Auvergne-Rhône-Alpes. Sur le plan électoral, elle dépend du canton de Bourg-en-Bresse-2 pour l'élection des conseillers départementaux, depuis le redécoupage cantonal de 2014 entré en vigueur en 2015, et de la quatrième circonscription de l'Ain pour les élections législatives, depuis le dernier découpage électoral de 2010.

### Tendances politiques et résultats
| Scrutin             | Scrutin             | 1er tour | 1er tour    | 1er tour | 1er tour | 1er tour   | 1er tour | 1er tour | 1er tour  | 1er tour | 1er tour | 1er tour   | 1er tour | 2d tour | 2d tour | 2d tour | 2d tour | 2d tour | 2d tour |
| Scrutin             | Scrutin             | 1er      | 1er         | %        | 2e       | 2e         | %        | 3e       | 3e        | %        | 4e       | 4e         | %        | 1er     | 1er     | %       | 2e      | 2e      | %       |
| ------------------- | ------------------- | -------- | ----------- | -------- | -------- | ---------- | -------- | -------- | --------- | -------- | -------- | ---------- | -------- | ------- | ------- | ------- | ------- | ------- | ------- |
| Présidentielle 2017 | Présidentielle 2017 |          | EM          | 27,04    |          | LR         | 22,97    |          | FN        | 18,90    |          | LFI        | 16,74    |         | EM      | 69,21   |         | FN      | 30,79   |
| Présidentielle 2022 | Présidentielle 2022 |          | LREM        | 29,88    |          | RN         | 21,31    |          | LFI       | 19,06    |          | REC        | 6,96     |         | LREM    | 61,56   |         | RN      | 38,44   |
| Législatives 2022   | 4e                  |          | LFI (NUPES) | 21,39    |          | RN         | 17,79    |          | LR        | 17,66    |          | LREM (ENS) | 17,10    |         | RN      | 55,07   |         | LFI     | 44,93   |
| Législatives 2024   | 4e                  |          | RN          | 36,26    |          | EELV (NFP) | 26,89    |          | HOR (ENS) | 24,98    |          | LR         | 10,62    |         | HOR     | 57,63   |         | RN      | 42,37   |

### Administration municipale
Voici ci-dessous le partage des sièges au sein du conseil municipal de la commune :

### Liste des maires
| Période                                  | Période                        | Identité         | Étiquette | Qualité |
| ---------------------------------------- | ------------------------------ | ---------------- | --------- | --- |
| ?                                        | 1970 (décès)                   | André Pagneux    |           | |
| 1970                                     | mars 1983                      | Pierre Chambaud  | DVD       | Agriculteur Conseiller général du canton de Bourg-en-Bresse-III (1973 → 1982) Conseiller général du canton de Bourg-Couronne (1982 → 1985)                                               |
| mars 1983                                | mars 2001                      | Marc Bernardin   | UDF-Rad.  | Ancien directeur technique Conseiller général du canton de Péronnas (1992 → 2004) |
| mars 2001                                | mars 2020                      | Christian Chanel | DVD       | Cadre bancaire Conseiller général du canton de Péronnas (2004 → 2015) 13e vice-président de la CA du Bassin de Bourg-en-Bresse (2017 → ) Suppléant du député Michel Voisin (2012 → 2017) |
| mars 2020                                | En cours (au 8 septembre 2020) | Hélène Cédileau  | DVD       | |
| Les données manquantes sont à compléter. |                                |                  |           | |

### Jumelages
| La commune a développé une association de jumelage avec : - Neuhausen auf den Fildern (Allemagne) depuis 1988 (land de Bade-Wurtemberg). | \| Neuhausen auf den Fildern Péronnas \| |
| Neuhausen auf den Fildern Péronnas |                                          |

- Une convention de partenariat a été signée avec la ville sénégalaise de Pikine, dans la banlieue de Dakar.

## Population et société

### Évolution démographique
L'évolution du nombre d'habitants est connue à travers les recensements de la population effectués dans la commune depuis 1793. Pour les communes de moins de 10 000 habitants, une enquête de recensement portant sur toute la population est réalisée tous les cinq ans, les populations de référence des années intermédiaires étant quant à elles estimées par interpolation ou extrapolation. Pour la commune, le premier recensement exhaustif entrant dans le cadre du nouveau dispositif a été réalisé en 2006.

En 2022, la commune comptait 6 437 habitants, en évolution de +2,39 % par rapport à 2016 (Ain : +5,15 %, France hors Mayotte : +2,11 %).
| 1793 | 1800 | 1806 | 1821 | 1831 | 1836 | 1841 | 1846 | 1851 |
| ---- | ---- | ---- | ---- | ---- | ---- | ---- | ---- | ---- |
| 367  | 285  | 304  | 349  | 344  | 349  | 376  | 419  | 488  |

| 1856 | 1861 | 1866 | 1872 | 1876 | 1881 | 1886 | 1891 | 1896  |
| ---- | ---- | ---- | ---- | ---- | ---- | ---- | ---- | ----- |
| 490  | 534  | 555  | 628  | 725  | 843  | 948  | 991  | 1 045 |

| 1901  | 1906  | 1911  | 1921  | 1926  | 1931  | 1936  | 1946  | 1954  |
| ----- | ----- | ----- | ----- | ----- | ----- | ----- | ----- | ----- |
| 1 071 | 1 017 | 1 123 | 1 197 | 1 267 | 1 526 | 1 578 | 1 756 | 1 861 |

| 1962  | 1968  | 1975  | 1982  | 1990  | 1999  | 2006  | 2011  | 2016  |
| ----- | ----- | ----- | ----- | ----- | ----- | ----- | ----- | ----- |
| 1 652 | 2 272 | 3 223 | 4 575 | 5 352 | 5 534 | 6 106 | 6 053 | 6 287 |

| 2021  | 2022  | - | - | - | - | - | - | - |
| ----- | ----- | - | - | - | - | - | - | - |
| 6 448 | 6 437 | - | - | - | - | - | - | - |

### Pyramide des âges
En 2021, le taux de personnes d'un âge inférieur à 30 ans s'élève à 31,8 %, soit en dessous de la moyenne départementale (35,3 %). À l'inverse, le taux de personnes d'âge supérieur à 60 ans est de 33,6 % la même année, alors qu'il est de 24,3 % au niveau départemental.
En 2021, la commune comptait 3 077 hommes pour 3 371 femmes, soit un taux de 52,28 % de femmes, légèrement supérieur au taux départemental (50,65 %).
Les pyramides des âges de la commune et du département s'établissent comme suit :
| Hommes | Classe d’âge | Femmes |
| ------ | ------------ | ------ |
| 1,3    | 90 ou +      | 2,4    |
| 10,2   | 75-89 ans    | 13,5   |
| 19,0   | 60-74 ans    | 20,5   |
| 19,1   | 45-59 ans    | 20,6   |
| 15,0   | 30-44 ans    | 14,4   |
| 18,4   | 15-29 ans    | 13,4   |
| 17,0   | 0-14 ans     | 15,2   |

| Hommes | Classe d’âge | Femmes |
| ------ | ------------ | ------ |
| 0,6    | 90 ou +      | 1,6    |
| 6,3    | 75-89 ans    | 8,1    |
| 15,5   | 60-74 ans    | 16,2   |
| 21     | 45-59 ans    | 20,4   |
| 19,8   | 30-44 ans    | 19,8   |
| 16,4   | 15-29 ans    | 15     |
| 20,4   | 0-14 ans     | 18,9   |

### Enseignement
Péronnas accueille 3 établissements d'enseignement publics : l'école maternelle J.-Chabin, l'école élémentaire « Les Érables » et le collège « Les Côtes », et deux établissements d'apprentissage : l'AFPMA et la MFR « La Vernée ».

### Sports
Le Football Club Bourg-Péronnas évolue en Ligue 2 avec un statut professionnel depuis 2015.

## Culture et patrimoine

### Lieux et monuments

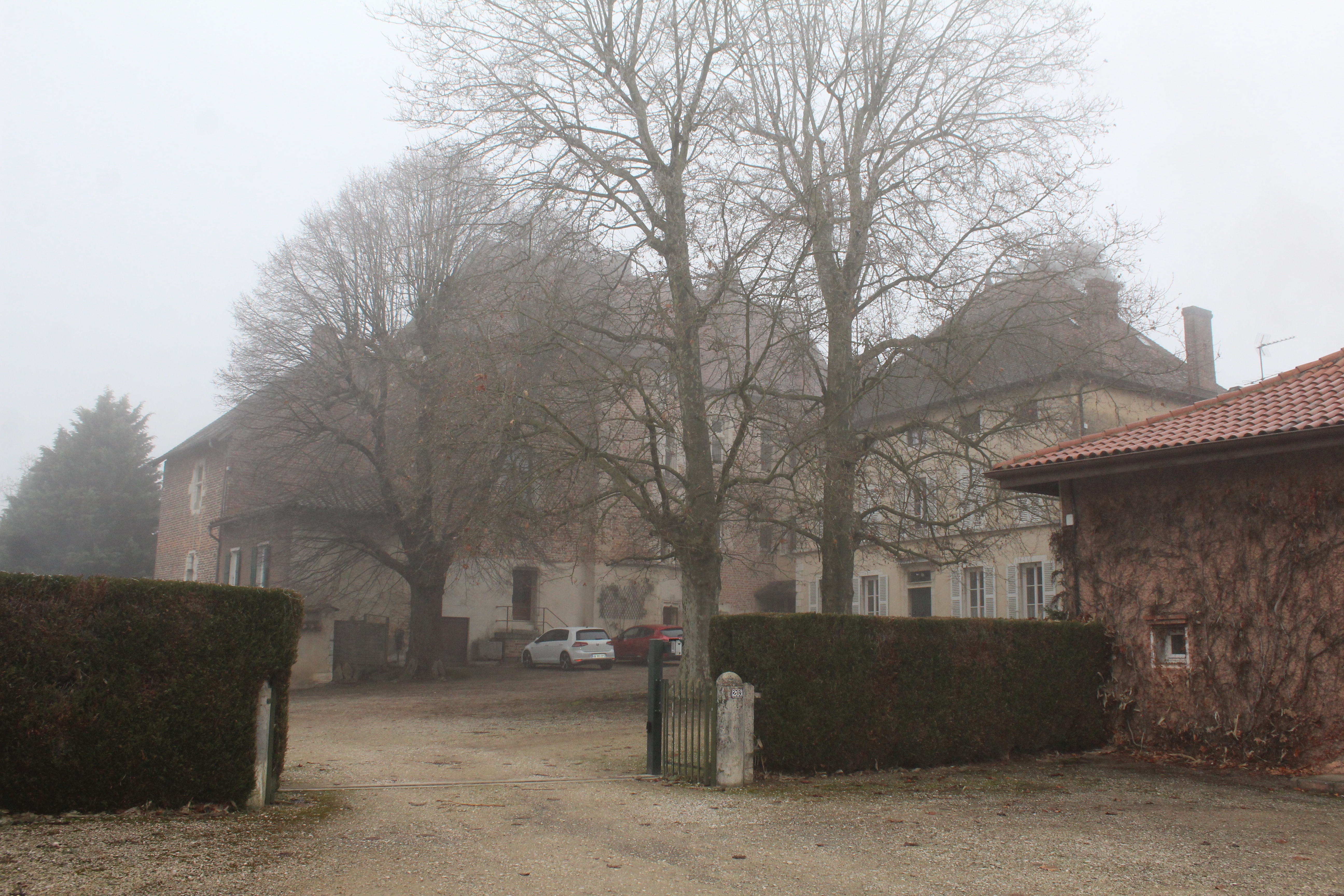
Château de Saix.

- Château de Saix des XIVe et XVe siècles. Des nobles de Saix sont cités depuis 1149[31]. Le château est inscrit au titre des monuments historiques depuis le 9 juin 1987[32].
- Château de la Vernée du XIXe siècle.
- Château de la Bécassinière du XIXe siècle.
- Vestiges de la chartreuse de Seillon.
- Église Saint-Eusèbe de Péronnas.

### Patrimoine naturel
- La forêt de Seillon occupe une grande partie du territoire péronnassien. Reconnue comme « poumon vert » de l'agglomération de Bourg-en-Bresse, elle est aménagée de sentiers de promenade et est protégée.
- En 2014, la commune de Péronnas bénéficie du label « ville fleurie » avec « deux fleurs » attribuées par le Conseil national des villes et villages fleuris de France au concours des villes et villages fleuris[33].

### Gastronomie
La gastronomie de Péronnas est typiquement bressane (poulet aux morilles et à la crème, cuisses de grenouille de la Dombes, bréchets de poulets, galette bressane).

### Personnalités liées à la commune
- Victor Darme (1868-1942), homme politique français, est mort à Péronnas.